# شامخ (حريضة)

تعديل مصدري - تعديل

شامخ هي إحدى قرى عزلة حريضة بمديرية حريضة التابعة لمحافظة حضرموت، بلغ تعداد سكانها 182 نسمة حسب تعداد اليمن لعام 2004.